# Montureux-et-Prantigny
Montureux-et-Prantigny – miejscowość i gmina we Francji, w regionie Burgundia-Franche-Comté, w departamencie Górna Saona.
Według danych na rok 1990 gminę zamieszkiwały 203 osoby, a gęstość zaludnienia wynosiła 17 osób/km² (wśród 1786 gmin Franche-Comté Montureux-et-Prantigny plasuje się na 543. miejscu pod względem liczby ludności, natomiast pod względem powierzchni na miejscu 334.).